# 方來進
方來進（1951年12月3日—），台灣台南人，勞工運動者及政治人物。畢業於崑山工業專科學校，曾擔任台灣勞工陣線主席。1992年12月，以民主進步黨全國不分區身份獲選為第二屆立法委員。1997年1月20日，宣布退出台灣勞工陣線。1998年，擔任高雄市政府勞工局局長。
2005年10月，方來進因高雄捷運外勞弊案被檢調單位約談，隨後請辭勞工局局長，並重返勞工運動。同年11月，高雄地檢署偵查終結，方來進被依妨害公務、賭博或圖利等罪提起公訴並求處有期徒刑五年半，民進黨中央評議委員會也因此案而決議開除其黨籍。
2006年8月，高雄地方法院一審判決方來進無罪，其後民進黨中央常務委員會決議恢復其黨籍。
曾任臺灣省諮議員。